# ازدواج همجنس در برزیل
ازدواج همجنس در برزیل از ۱۴ مه ۲۰۱۳ برای کل کشور برزیل توسط دادگاه عالی این کشور قانونی شد و موجب می‌شود که حق اجازه ازدواج همجنس‌ توسط مسولین ایالتی از کسی گرفته نشود.